# Người Zaza
Người Zaza (còn được gọi là Kird, Kirmanc, Dimili) là một dân tộc thuộc nhóm dân tộc Iran, cư trú phần lớn ở miền đông Thổ Nhĩ Kỳ. Vùng trung tâm của họ bao gồm các tỉnh Tunceli, Bingöl và một phần của các tỉnh Elazığ, Erzincan và Diyarbakır.

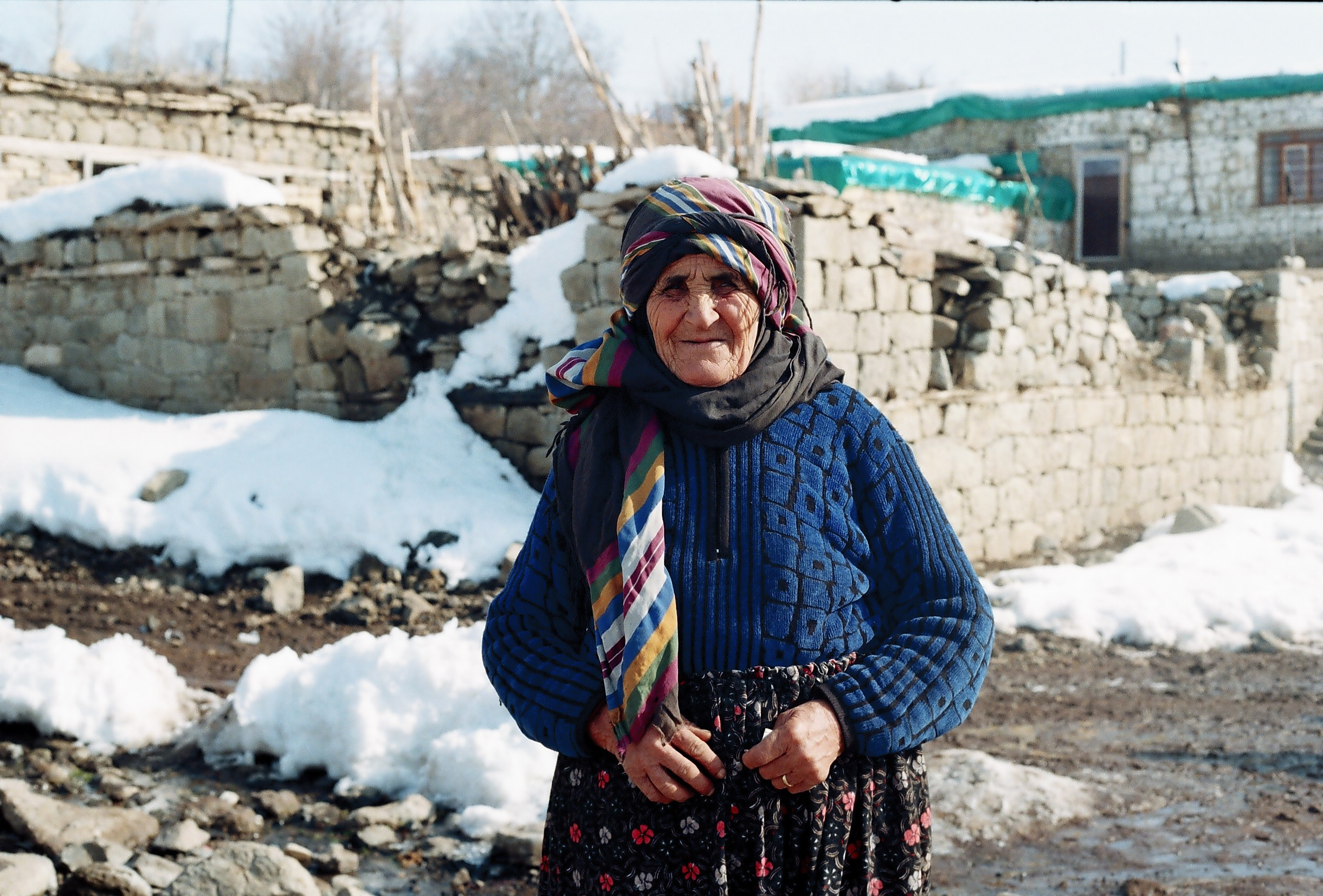
Phụ nữ Zaza ở Thổ Nhĩ Kỳ

Người Zaza nói chung tự coi mình là người Kurd, 
Vì thế họ thường được mô tả là người Kurd Zaza.
Người Zaza có dân số tổng cộng khoảng 2 - 4 triệu, tùy theo nguồn ước lượng. Theo Joshua Project, 2019 có gần 2 triệu người Zaza, trong đó 1.740.000 người Zaza-Dimli ở Thổ Nhĩ Kỳ , và 231 ngàn người Zaza-Alevi cư trú ở Thổ Nhĩ Kỳ và Đức  Các nguồn tính cả người di cư thì có con số nhiều hơn.
Người Zaza nói tiếng Zaza, một ngôn ngữ thuộc nhóm Tây của ngữ chi Iran trong ngữ hệ Ấn-Âu.